# Glasskärare

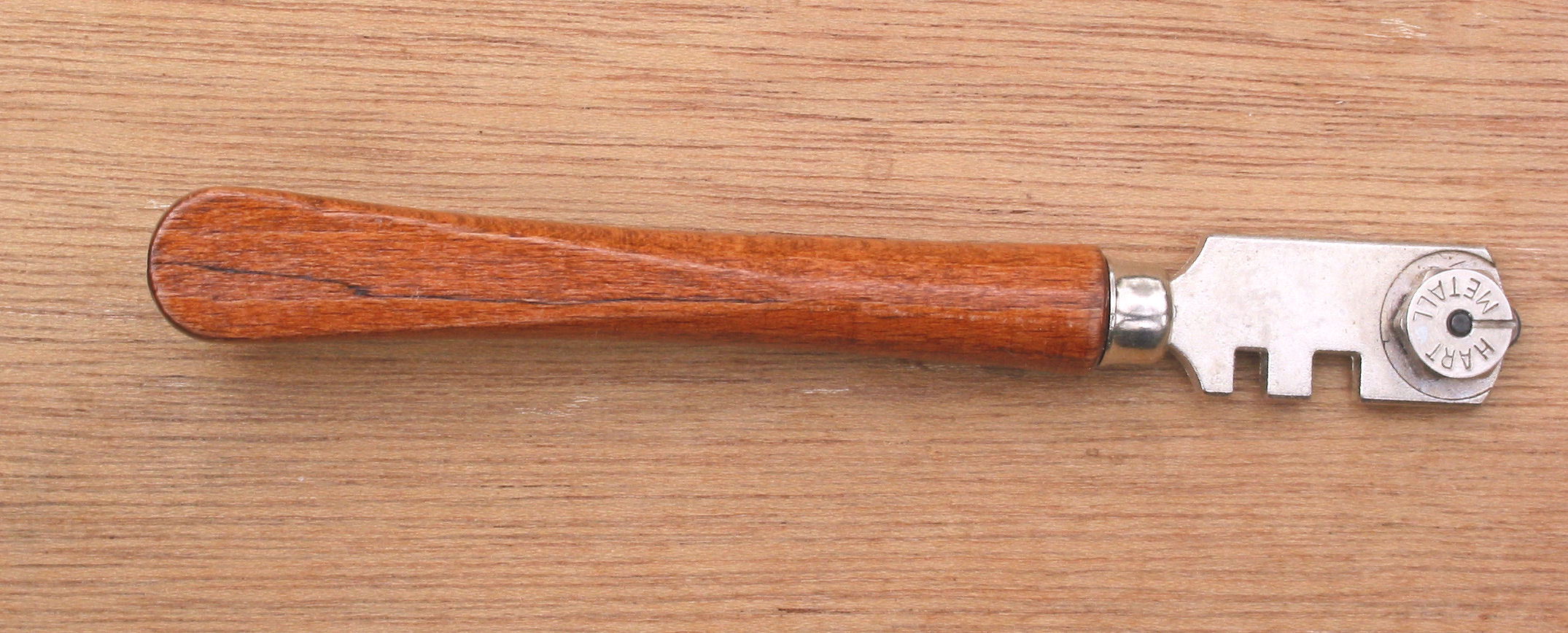
Glasskärare

Glasskärare är ett verktyg för att skära glas med. Vanligast är skäret på en glasskärare av diamant. Oftast är det fönsterglas som bearbetas. Skär glas gör man inte i egentlig mening, verktyget ritsar en skåra eller en antydan i glaset.
Verktyget består av ett skaft och en hållare för skärtrissan som består av härdat stål, volframkarbid eller diamant. Med skärtrissan ristas en anvisning i glaset som sedan kan brytas kontrollerat längs anvisningen. Vid den så kallade glasskärningen används paraffinolja eller någon annan lämplig skärvätska. Det finns glasskärare för att skära cirkulära snitt som består av en sugpropp med en monterad ställbar arm som i sin ände har en glasskärare. En del typer av professionella glasskärare begjuter skärtrissan med skärvätska kontinuerligt under skärning från en behållare i eller vid verktygets skaft. För industrin finns maskinella glasskärare. Glas som inte går att skära med glasskärare är bland annat härdat glas.
Ordet "glasskärare" finns belagt i det svenska språket sedan 1877.